# سيغورلن مارغريت سيغوراردوتير
سيغورلن مارغريت سيغوراردوتير(بالآيسلندية: Sigurlín Margrét Sigurðardóttir)‏ (من مواليد 23 أبريل 1964) هو أول شخص أصم يكون عضوًا في ألثينجي ، في 1 أكتوبر 2003 كعضو في الحزب الليبرالي الأيسلندي، حيث خدم لمدة ثلاثة أشهر كبديل لجونار أورليغسون بينما كان يقضي عقوبة بالسجن عن انتهاكات سمكية. 
في عام 2007 غادر الحزب الليبرالي جنبًا إلى جنب مع العديد من الأعضاء، وانضم إلى الحركة الأيسلندية - البلد الحي .

## موقع الكتروني
- مدونة Sigurlín (بالآيسلندية)